# Colon (Nebraska)
Colon – wieś w Stanach Zjednoczonych, w stanie Nebraska, w hrabstwie Saunders.